# 바이얼릿 빈
바이얼릿 빈(Violett Beane, 1996년 5월 18일 ~ )은 미국의 배우이다. 드라마 《플래시》의 제시 챔버스 역으로 가장 잘 알려져 있다.

## 출연 작품
- 트루스 오어 데어 - 마키 역